# Friedrich Paetel
Friedrich Paetel (* 7. Februar 1812 in Berlin-Schöneberg; † 1888) war ein deutscher Kommunalpolitiker,  Malakologe und Conchylien-Sammler.

## Leben
Paetel stammte aus der Verlegerfamilie Paetel in Berlin, den Besitzern des Gebrüder Paetel Verlags. Er war der Vater der Verlagsbesitzer, der Brüder Hermann und Elwin Paetel. Er war Stadtverordneter von Berlin.
Seine große Sammlung an Conchylien stiftete Paetel dem Museum für Naturkunde in Berlin. Die Stiftung der auf 60.000 Mark geschätzten Sammlung an das 1889 eröffnete Naturkundemuseum wurde getreulich von seinen Söhnen Hermann und Elwin ausgeführt, die dafür vom Deutschen Kaiser den Roten Adlerorden IV. Klasse erhielten. Stiftungsbedingung war, dass kein Stück verkauft oder getauscht werden durfte und alle Exemplare mit Herkunftsetikett aus der Sammlung von Paetel versehen sein sollten. Paetel verfasste auch einen Katalog seiner Sammlung, der lange Zeit auch als Verweis auf taxonomische und Autoren-Fragen benutzt wurde. Die Sammlung war eine der größten privaten Conchyliensammlungen des 19. Jahrhunderts.

## Schriften
- Molluscorum systema et catalogus. System und Aufzählung sämmtlicher Conchylien der Sammlung von Fr. Paetel, zur Belebung des Interesses für Malakozoologie nach dessen Manuskript herausgegeben von Dr. L. W. Schaufuss, Dresden 1869
- Catalog der Conchylien-Sammlung von Fr. Paetel, 2 Bände (Band 2; Die bisher veröffentlichten Familien- und Gattungsnamen der Mollusken), Verlag Gebr. Paetel, Berlin 1873, 1875
- Catalog der Conchylien-Sammlung, mit Hinzufügung der bis jetzt publicirten recenten Arten, sowie der ermittelten Synonyma, mehrere Bände, Berlin: Verlag Gebr. Paetel, 4. Auflage, 1888–1890, Biodiversity Heritage Library